# Adolfo Torrado
Adolfo Torrado Estrada (La Coruña, 2 de mayo de 1904 - Madrid, 12 de julio de 1958) fue un comediógrafo español muy popular en las décadas de 1940 y 1950, hermano del director de cine Ramón Torrado.

## Biografía
Es el mayor representante de la comedia de evasión de posguerra de los años 40. Inició su carrera literaria en La Voz de Galicia e hizo los textos del documental La ciudad de cristal dirigido por Augusto Portela en 1926. Marchó a Madrid en 1929, donde destacó como autor dramático. En su primera pieza, Crack, combinaba el melodrama con la comicidad al tiempo que denunciaba el estraperlo y usaba los estereotipos regionales sobre los gallegos, algo esto último que empleó aún varias veces más. Antes de la Guerra Civil había estrenado, en colaboración con el republicano Leandro Navarro Benet, las comedias El debut de la Patro (1932), Los hijos de la noche (1933), La Papirusa (1935) y La mujer que se vendió (1935). En estas piezas se decantan las características de su teatro: sensiblería y humor facilón, que fue bautizado por el crítico Alfredo Marqueríe con el nombre de "torradismo". Posteriormente forjó una fórmula dramática que se ha venido a llamar "epopeya del advenedizo":
- Decantación por los seres marginados y muy humildes.
- Fortísimas dosis melodramáticas.
- Ensalzamiento del amor paterno-filial puro.
- "Moralina" más de cuento infantil que de teatro.
- Preceptivo final feliz.

Pero será después de la guerra cuando su fórmula teatral alcance su mayor éxito comercial con obras tan sonadas como El famoso Carballeira, La madre guapa, Un caradura y Mosquita en Palacio, las cuatro estrenadas a lo largo de 1940 bajo la misma impronta sentimentaloide y folletinesca. Su triunfo mayor, sin embargo, vino con Chiruca (1941), pieza que gira en torno a una pobre e ingenua criada de servicio de unos duques arruinados que, tras recibir una cuantiosa herencia, guarda fidelidad total a sus amos para casarse después con el heredero, al que ama desde siempre. Alcanzó el millar de representaciones en Madrid, en parte gracias a la interpretación de Isabelita Garcés, cuyo nombre fue mucho tiempo asociado al personaje. Chiruca fue adaptada al cine en Argentina por Arturo Cerretani y dirigida por el español Benito Perojo (1945). Torrado intentó, y casi consiguió, repetir el éxito de Chiruca con La duquesa de Chiruca (1943).
Siguieron piezas muy parecidas: Marcelina (1944), Una gallega en Nueva York (1946) y Mi tía en Filipinas (1947), escritas además para la misma actriz, Isabel Garcés. Otros títulos suyos son Mamá nos pisa los novios (1947), El celoso Magariños (1948), La risa loca (1949) y ¡Qué demonio de ángel (1954). En 1953 declaraba Torrado:
Yo todavía no puedo permitirme el lujo de escribir bien. Espero tener asegurado mi porvenir y el de mis hijos. Si lo consigo, puede que a partir de los cincuenta años me ponga a escribir bien y logre que la gente apenas acuda a mis comedias, y si acude, que se aburra; pero obtendré buenas críticas, en cambio.
Su teatro dejó de estar de moda en los años cincuenta aunque ya sus Obras completas se imprimieron en 1948. Su teatro llegó a ser tan tópico que Álvaro de la Iglesia hizo de él una parodia en su El baúl de los cadáveres titulada "Sabina de los Torrados": "La escena representa un pedazo de pazo. A la izquierda, una sardina en una pecera. En un florero, unos grelos. En la chimenea, un puchero de caldo..."
Merecen un recuerdo aparte sus trabajos para el cine. Los hijos de la noche fue rodada en Italia en 1939 bajo la dirección de Benito Perojo y El gran calavera fue llevada al cine en 1949 en México por Luis Buñuel; también se recuerda su guion para la cinta Botón de ancla, que dirigió su hermano Ramón Torrado y cuyo éxito fue tal que se han hecho varias versiones después.

## Obras
- Obras completas (1948).
- El debut de la Patro (1932).
- Los hijos de la noche (1933).
- La dulzaina del charro (1933)
- La Papirusa (1935).
- La mujer que se vendió (1935).
- El famoso Carballeira, 1940.
- La madre guapa, 1940.
- Un caradura, 1940.
- Mosquita en Palacio, 1940.
- El famoso Carballeira, 1941
- Caradura, 1941.
- La infeliz vampiresa, 1941
- Un beso de madrugada, 1941
- Chiruca, 1941.
- La duquesa de Chiruca, 1942.
- El ladrón de gallinas, 1942.
- La señorita Pigmalión, 1943
- La dama de las perlas, 1943
- El gran calavera, 1944
- Marcelina, 1945.
- Las bodas de Camacho, 1945.
- ¡Qué verde era mi padre!, 1946.
- Una gallega en Nueva York, 1946.
- Sabela de Cambados, 1946.
- Mi tía de Filipinas, 1948.
- El señor mayordomo, 1947
- Mamá nos pisa los novios, 1947.
- El celoso Magariños, 1948.
- La risa loca, 1949.
- Con Jesús María Arozamena, La condesa de la aguja y el dedal, zarzuela en dos actos, música de Jesús Guridi estrenada el 8 de abril de 1950 en el Teatro Madrid de Madrid.
- ¡¡¡Quince días millonarios!!!, 1953.
- ¡Qué demonio de ángel, 1954.
- Dos bofetadas y un beso
- Los borrachos de Velázquez
- Una noche fuera del colegio
- Las pájaras
- Milagriños
- Amoriños a dos velas
- Don Juan contra don Juan
- El muerto de risa
- Dulcifiquemos la vida
- De pillo a pillo
- Doña Vitamina
- María José y José María
- La taberna del oro
- Con Jesús María de Arozamena, Polonesa
- Con Antonio Ferré de Calzadilla, La casa sin marido, 1952.
- Con Antonio Farré de Calzadilla, El honrado granuja
- Con Leandro Navarro Bonet, La Papirusa, 1929
- Con Leandro Navarro, El debut de la Patro
- Con Leandro Navarro, Los hijos de la noche (1933)
- Con Leandro Navarro, Los caimanes (1935)
- Con Leandro Navarro, Siete mujeres
- Con Leandro Navarro, La mujer que se vendió
- Con Leandro Navarro, Dueña y señora (1936)
- Con Leandro Navarro, Los niños sevillanos
- Con Leandro Navarro, 20.000 duros
- Con Leandro Navarro, Los pellizcos
- Con Valdés, La boda era a las 12, 1949.
- Con Sicilia, La casa de modas, 1942.
- Con Serafín Adame Martínez, El cantar del arriero
- Con Serafín Adame Martínez, Che Isidoriño
- Con Serafín Adame Martínez, Paloma de Embajadores o Cada cual con su igual
- Con Serafín Adame Martínez, El renegado
- Con Fernando Márquez y Tirado, Los líos de Elías